# 束缚手套
束缚手套（有时称为bondage mitts），是固定手腕的覆盖物，使用该物品时拳头必须握紧或者张开。该物品通常在BDSM使用。

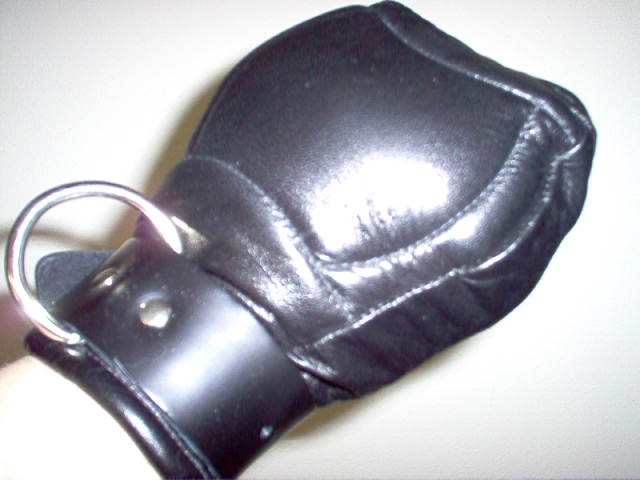

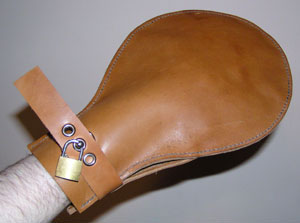

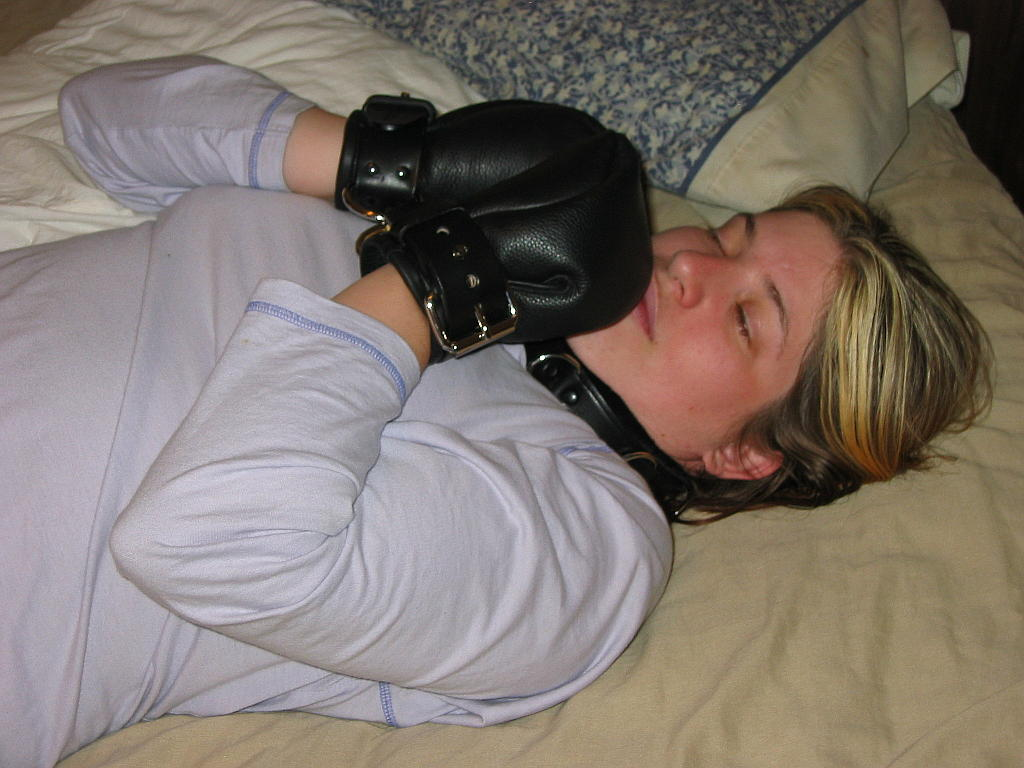

不同于其他手套，束缚手套是没有单独的拇指管或拇指套。束缚手套通常由皮革或其他坚硬材料制成，以防止佩戴者抓住手套。